# Macédoine du Nord au Concours Eurovision de la chanson
La Macédoine du Nord participe au Concours Eurovision de la chanson, depuis sa quarante-troisième édition, en 1998 et ne l'a encore jamais remporté.

## Débuts
Le pays fit sa première tentative pour participer au concours en 1996. Cette année-là, trente pays souhaitèrent concourir, alors que l’UER limitait toujours à vingt-trois le nombre de places en finale. L’Union décida d'en revenir à un système de présélection, option employée pour la première fois en 1993 avec Kvalifikacija za Millstreet. Seul le pays hôte, la Norvège, obtint une qualification automatique pour la finale. Les vingt-neuf autres pays durent passer par une présélection.
Cette présélection eut lieu sans aucune retransmission télévisée. Il n'y eut pas non plus de prestation des chansons, en direct, avec un orchestre. Le panel des jurys nationaux se réunit pour écouter les enregistrements des vingt-neuf morceaux en compétition. Ils attribuèrent leurs résultats selon la méthode traditionnelle, accordant 1, 2, 3, 4, 5, 6, 7, 8, 10 et 12 points à leurs dix chansons favorites. L’UER dévoila ensuite simplement les noms des pays qualifiés. Initialement, les résultats détaillés ne devaient pas être publiés. Ils finirent cependant pas être révélés plus tard au grand public.
À l’issue de cette présélection, vingt-deux pays obtinrent leur qualification pour la finale et sept autres furent éliminés :  l'Allemagne, le Danemark, la Hongrie, Israël, la Macédoine, la Roumanie et la Russie. En 1997, à la suite de la controverse causée par cette méthode de présélection, l'UER décida de réinstaurer la règle de relégation, en l'adaptant. Désormais, les pays participants seraient relégués selon la moyenne des résultats obtenus lors de leurs cinq dernières participations. Aucun pays ne pourrait être relégué plus d’une année. Enfin, l'UER rehaussa à nouveau à vingt-cinq le nombre de pays autorisés à concourir : le pays hôte, les cinq contributeurs les plus importants au budget de l'Union, les pays absents l'année précédente et les quatorze pays ayant obtenu les meilleurs résultats entre 1992 et 1996. Par conséquent l'Ancienne République Yougoslave de Macédoine ne put à nouveau faire ses débuts en 1997.
En 1998, l’Italie décida de se retirer, pour ne revenir qu’en 2011. Cela permit à la Macédoine d'enfin faire ses débuts.

## Participation
Depuis 1998, la Macédoine du Nord a manqué trois éditions du concours, en 1999, 2001 et 2003. À chaque fois, le pays fut relégué à la suite des résultats obtenus l'année précédente.
Depuis l'instauration des demi-finales, en 2004, le pays a participé à six finales du concours, en 2004, 2005, 2006, 2007, 2012 et 2019.
De 1998 à 2018, le pays participe sous le nom d'« Ancienne République yougoslave de Macédoine », soit « Former Yugoslav Republic of Macedonia » en anglais. L'accord de Prespa conclu en 2018 avec la Grèce sur le différend autour du nom du pays est ratifié l'année suivante et permet à celui-ci de concourir sous l'intitulé « Macédoine du Nord » (« North Macedonia » en anglais).

## Résultats
La Macédoine du Nord n'a encore jamais remporté le concours. 
Le meilleur classement du pays en finale demeure jusqu'à présent la septième place de Tamara Todevska en 2019. La Macédoine du Nord n'a jamais terminé à la dernière place, ni obtenu de nul point.

## Pays hôte
La Macédoine du Nord n'a encore jamais organisé le concours.

## Représentants
| Édition              | Année | Artiste(s)             | Chanson              | Langue(s)           | Traduction française      | Finale                                                 | Finale                                                 | Demi-finale                                            | Demi-finale                                            |
| Édition              | Année | Artiste(s)             | Chanson              | Langue(s)           | Traduction française      | Place                                                  | Points                                                 | Place                                                  | Points                                                 |
| -------------------- | ----- | ---------------------- | -------------------- | ------------------- | ------------------------- | ------------------------------------------------------ | ------------------------------------------------------ | ------------------------------------------------------ | ------------------------------------------------------ |
| 41e                  | 1996  | Kaliopi                | Samo ti              | Macédonien          | Seulement toi             |                                                        |                                                        | 26                                                     | 14                                                     |
| 42e                  | 1997  | Relégation en 1997.    | Relégation en 1997.  | Relégation en 1997. | Relégation en 1997.       | Relégation en 1997.                                    | Relégation en 1997.                                    |                                                        |                                                        |
| 43e                  | 1998  | Vlado Janevski         | Ne zori, zoro        | Macédonien          | Aube, ne te lève pas      | 19                                                     | 16                                                     |                                                        |                                                        |
| 44e                  | 1999  | Relégation en 1999.    | Relégation en 1999.  | Relégation en 1999. | Relégation en 1999.       | Relégation en 1999.                                    | Relégation en 1999.                                    |                                                        |                                                        |
| 45e                  | 2000  | XXL                    | 100% te ljubam       | Macédonien, anglais | Je t'aime à 100%          | 15                                                     | 29                                                     |                                                        |                                                        |
| 46e                  | 2001  | Relégation en 2001.    | Relégation en 2001.  | Relégation en 2001. | Relégation en 2001.       | Relégation en 2001.                                    | Relégation en 2001.                                    |                                                        |                                                        |
| 47e                  | 2002  | Karolina Gotchéva      | Od nas zavisi        | Macédonien          | Cela dépend de nous       | 19                                                     | 25                                                     |                                                        |                                                        |
| 48e                  | 2003  | Relégation en 2003.    | Relégation en 2003.  | Relégation en 2003. | Relégation en 2003.       | Relégation en 2003.                                    | Relégation en 2003.                                    |                                                        |                                                        |
| 49e                  | 2004  | Toše Proeski           | Life                 | Anglais             | Vie                       | 14                                                     | 47                                                     | 10                                                     | 71                                                     |
| 50e                  | 2005  | Martin Vučić           | Make My Day          | Anglais             | Fais-moi plaisir          | 17                                                     | 52                                                     | 09                                                     | 97                                                     |
| 51e                  | 2006  | Elena Risteska         | Ninanajna            | Anglais, macédonien | Jamais                    | 12                                                     | 56                                                     | 10                                                     | 76                                                     |
| 52e                  | 2007  | Karolina Gotchéva      | Mojot svet           | Macédonien, anglais | Mon monde                 | 14                                                     | 73                                                     | 09                                                     | 97                                                     |
| 53e                  | 2008  | Tamara, Vrčak & Adrian | Let Me Love You      | Anglais             | Laisse-moi t'aimer        |                                                        |                                                        | 10                                                     | 64                                                     |
| 54e                  | 2009  | Next Time              | Nešto što kje ostane | Macédonien          | Quelque chose qui restera |                                                        |                                                        | 10                                                     | 45                                                     |
| 55e                  | 2010  | Ǵoko Taneski           | Jas ja imam silata   | Macédonien          | J'ai la force             |                                                        |                                                        | 15                                                     | 37                                                     |
| 56e                  | 2011  | Vlatko Ilievski        | Rusinka              | Macédonien, anglais | Russe                     |                                                        |                                                        | 16                                                     | 35                                                     |
| 57e                  | 2012  | Kaliopi                | Crno i belo          | Macédonien          | Noir et blanc             | 13                                                     | 71                                                     | 09                                                     | 53                                                     |
| 58e                  | 2013  | Esma & Lozano          | Pred da se razdeni   | Macédonien, romani  | Avant l'aurore            |                                                        |                                                        | 16                                                     | 28                                                     |
| 59e                  | 2014  | Tijana Dapčević        | To the Sky           | Anglais             | Jusqu'au ciel             |                                                        |                                                        | 13                                                     | 33                                                     |
| 60e                  | 2015  | Daniel Kajmakoski      | Autumn Leaves        | Anglais             | Les feuilles d'automne    |                                                        |                                                        | 15                                                     | 28                                                     |
| 61e                  | 2016  | Kaliopi                | Dona                 | Macédonien          | Dame                      |                                                        |                                                        | 11                                                     | 88                                                     |
| 62e                  | 2017  | Jana Burčeska          | Dance Alone          | Anglais             | Danser seul               |                                                        |                                                        | 15                                                     | 69                                                     |
| 63e                  | 2018  | Eye Cue                | Lost and Found       | Anglais             | Perdu et trouvé           |                                                        |                                                        | 18                                                     | 24                                                     |
| 64e                  | 2019  | Tamara Todevska        | Proud                | Anglais             | Fière                     | 07                                                     | 305                                                    | 02                                                     | 239                                                    |
| 65e                  | 2020  | Vasil                  | YOU                  | Anglais             | Toi                       | Concours annulé à la suite de la pandémie de Covid-19. | Concours annulé à la suite de la pandémie de Covid-19. | Concours annulé à la suite de la pandémie de Covid-19. | Concours annulé à la suite de la pandémie de Covid-19. |
| 65e                  | 2021  | Vasil                  | Here I Stand         | Anglais             | Ici je me tiens debout    |                                                        |                                                        | 15                                                     | 23                                                     |
| 66e                  | 2022  | Andrea                 | Circles              | Anglais             | Cercles                   |                                                        |                                                        | 11                                                     | 76                                                     |
| Retrait depuis 2023. |       |                        |                      |                     |                           |                                                        |                                                        |                                                        |                                                        |

- Première place
- Deuxième place
- Troisième place
- Dernière place

 Qualification automatique en finale
 Élimination en demi-finale

## Galerie

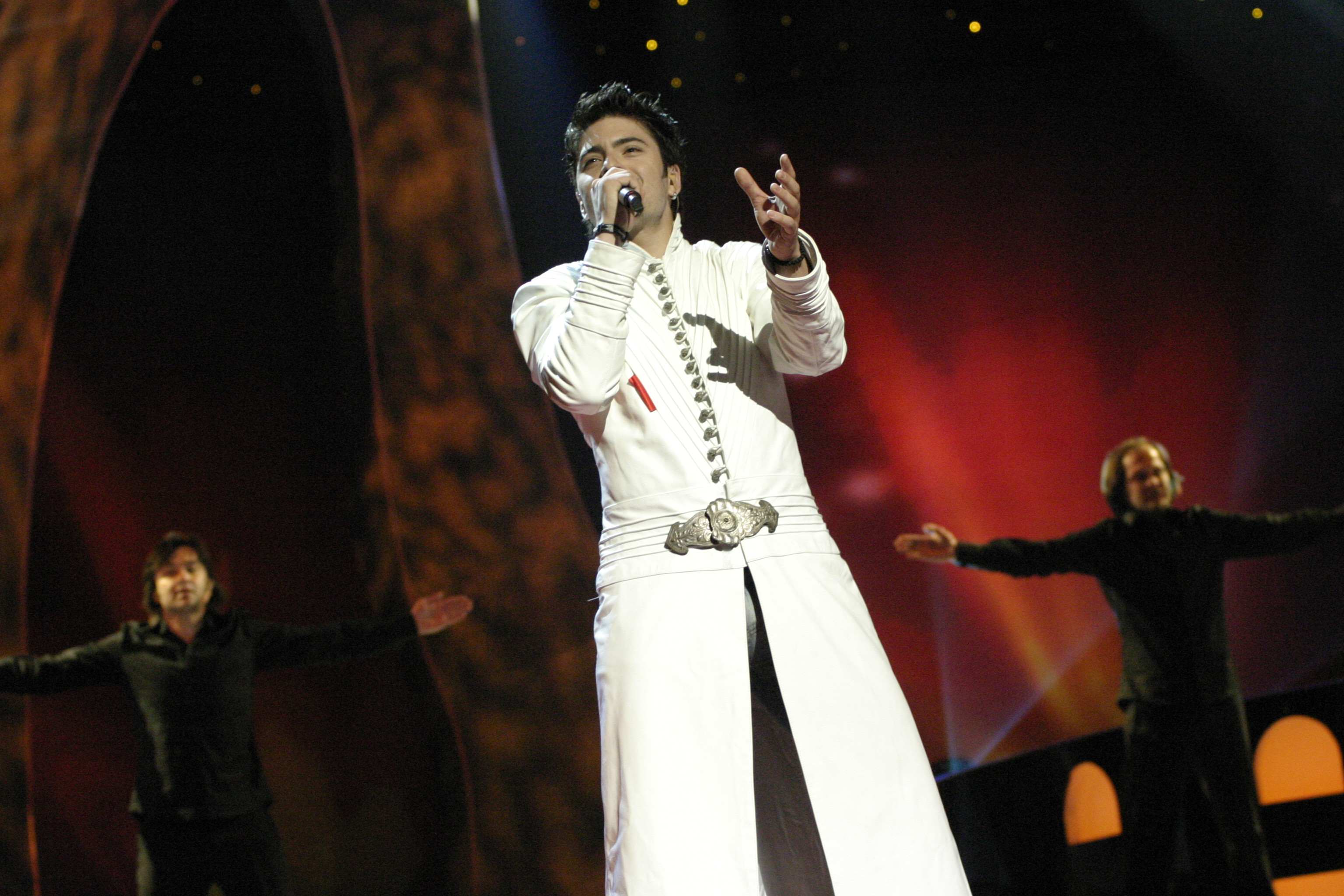
Toše Proeski à Istanbul (2004)
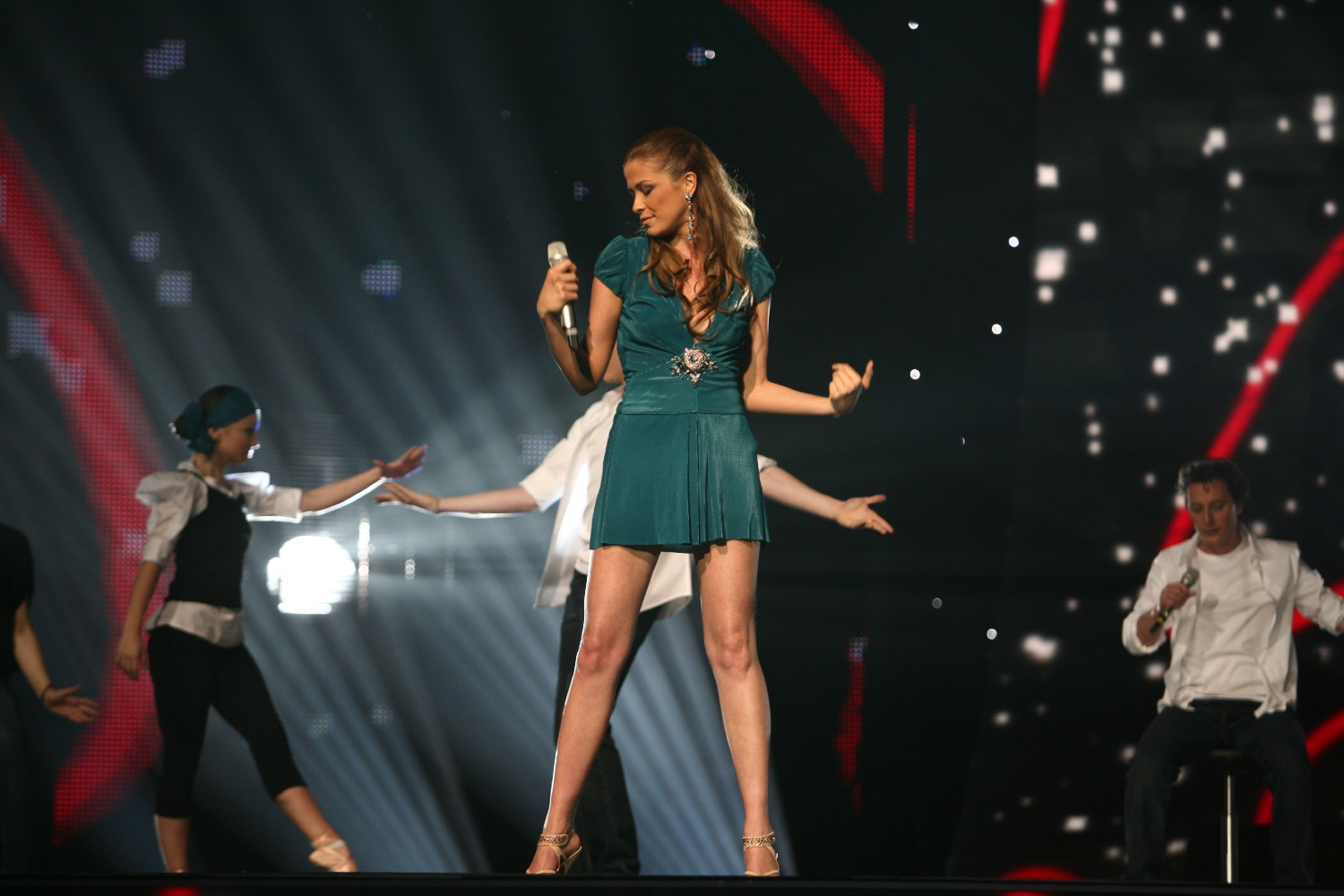
Karolina Gočeva à Helsinki (2007)
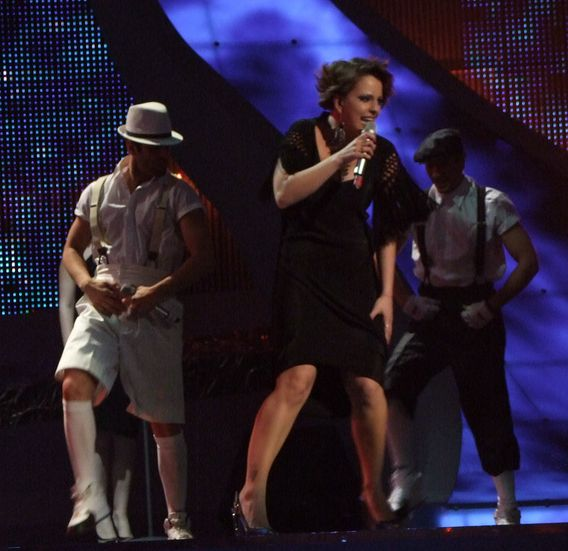
Tamara, Vrčak & Adrian à Belgrade (2008)
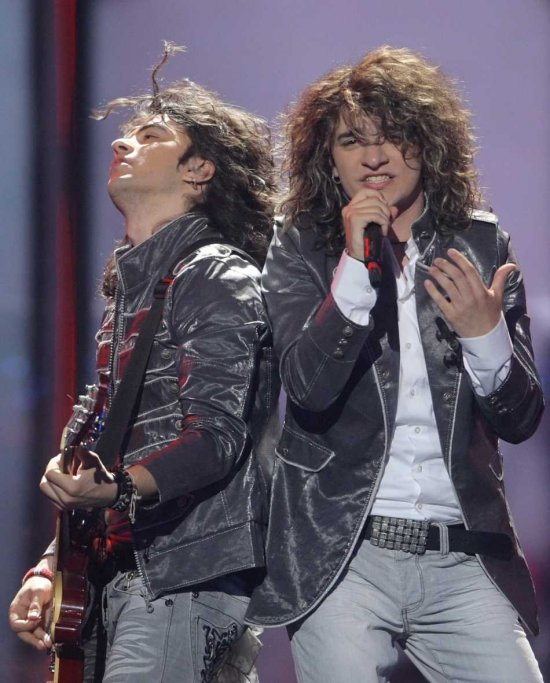
Next Time à Moscou (2009)
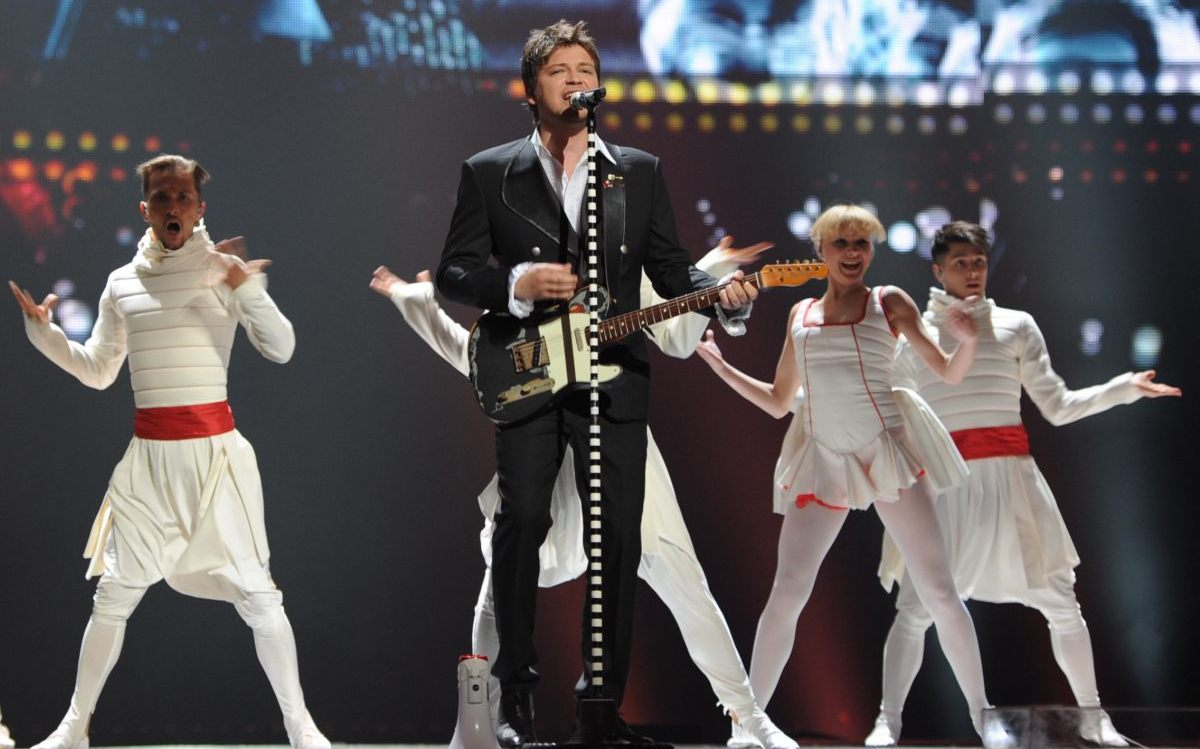
Vlatko Ilievski à Düsseldorf (2011)
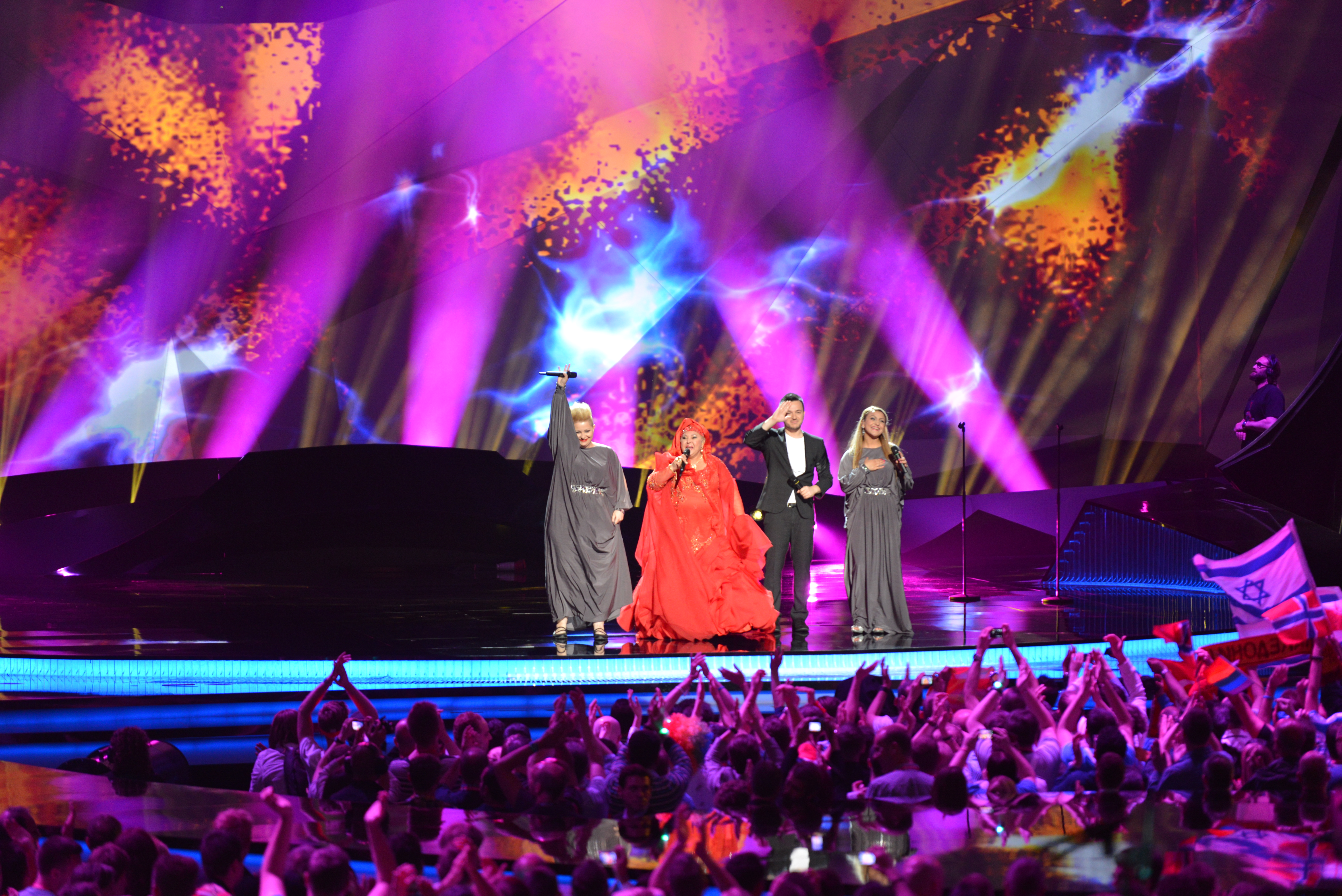
Esma & Lozano à Malmö (2013)
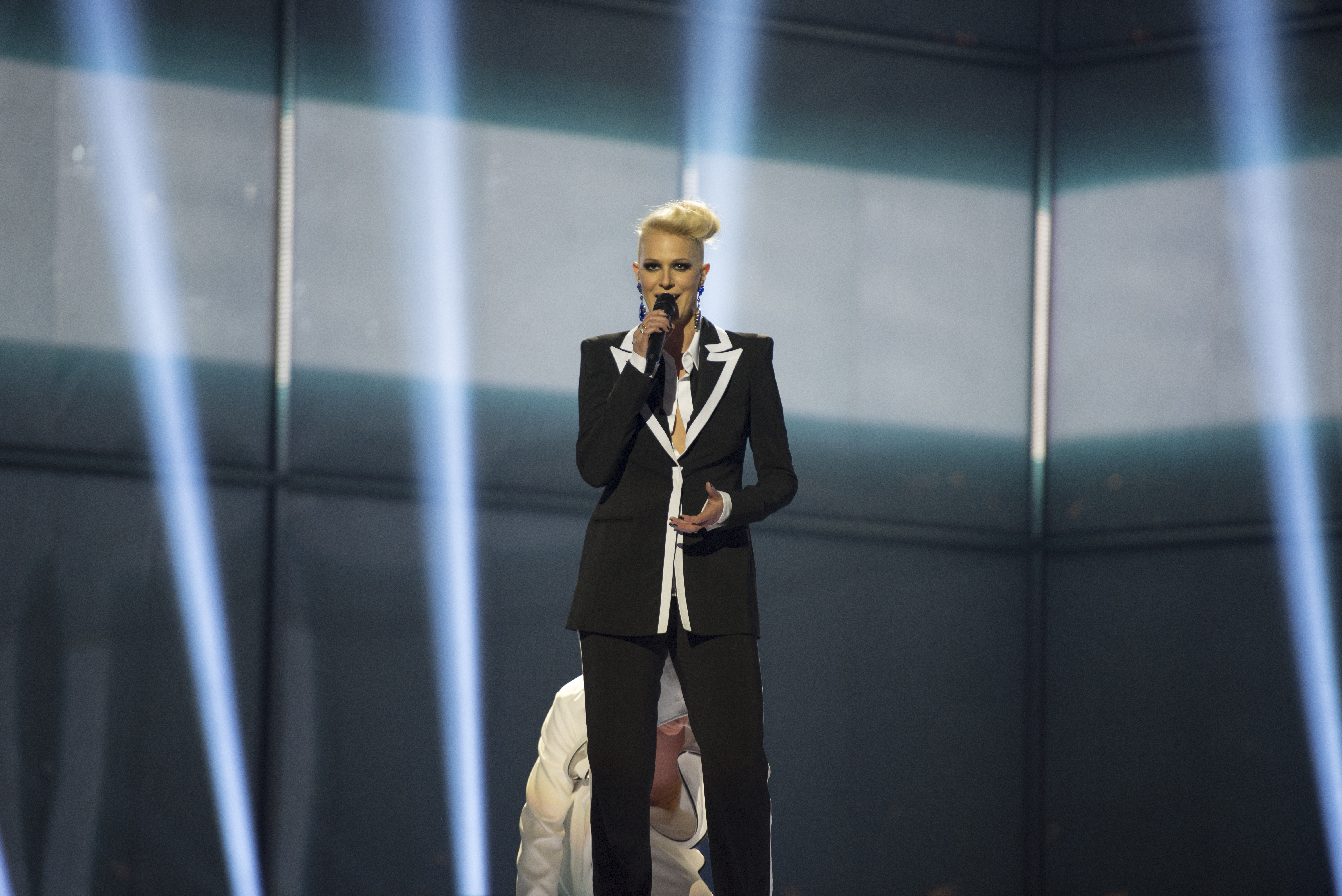
Tijana Dapčević à Copenhague (2014)
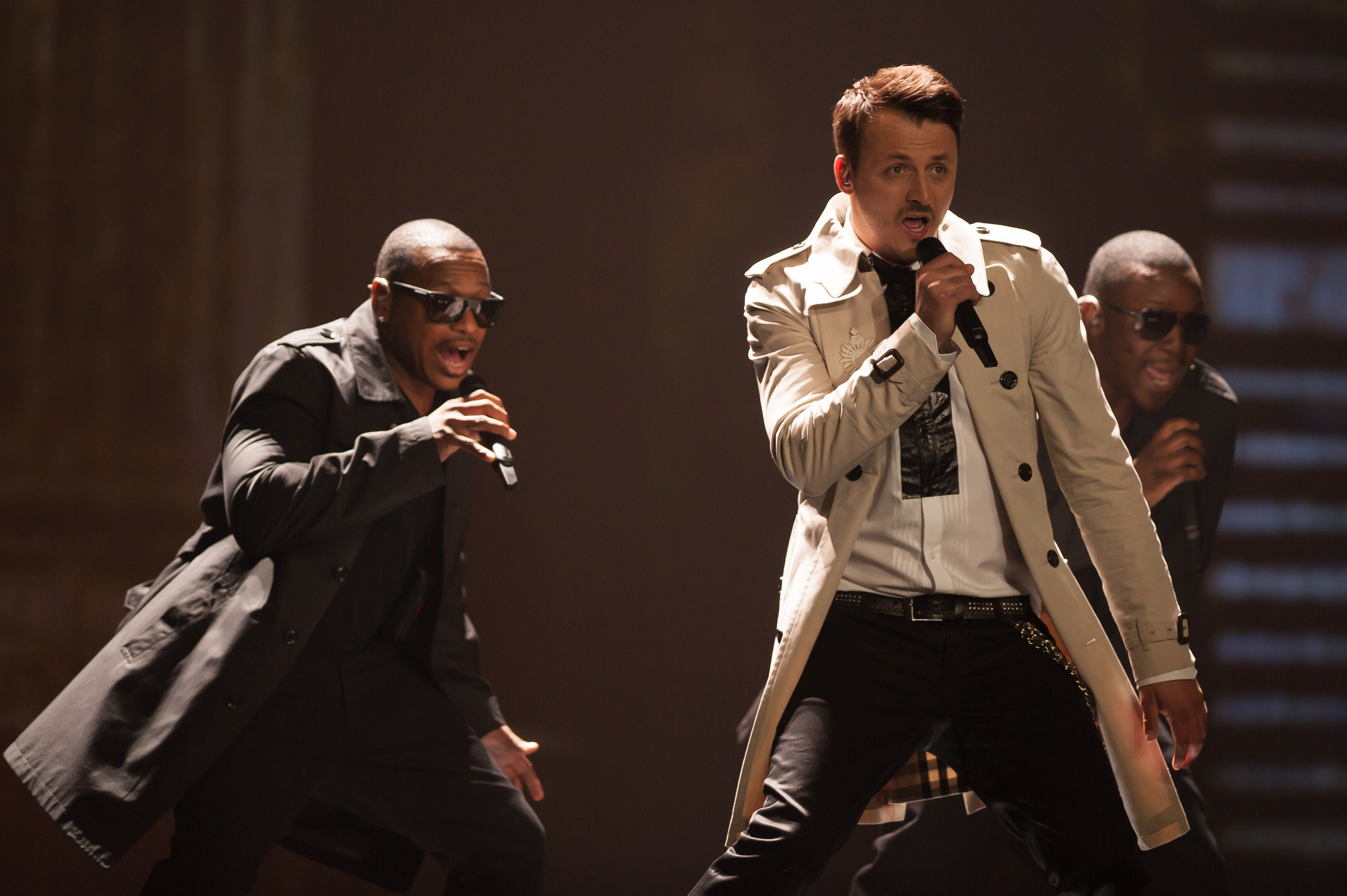
Daniel Kajmakoski à Vienne (2015)
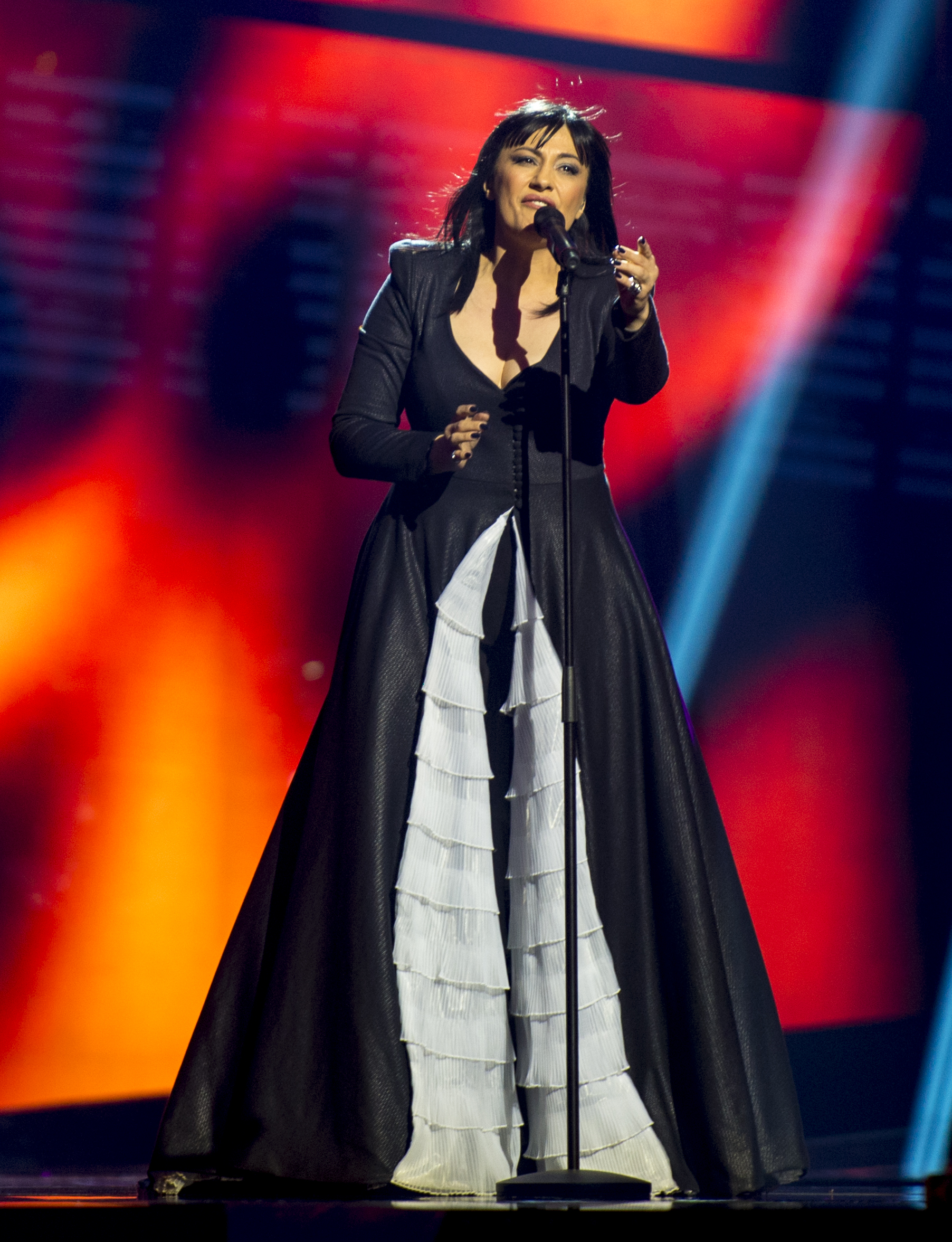
Kaliopi à Stockholm (2016)
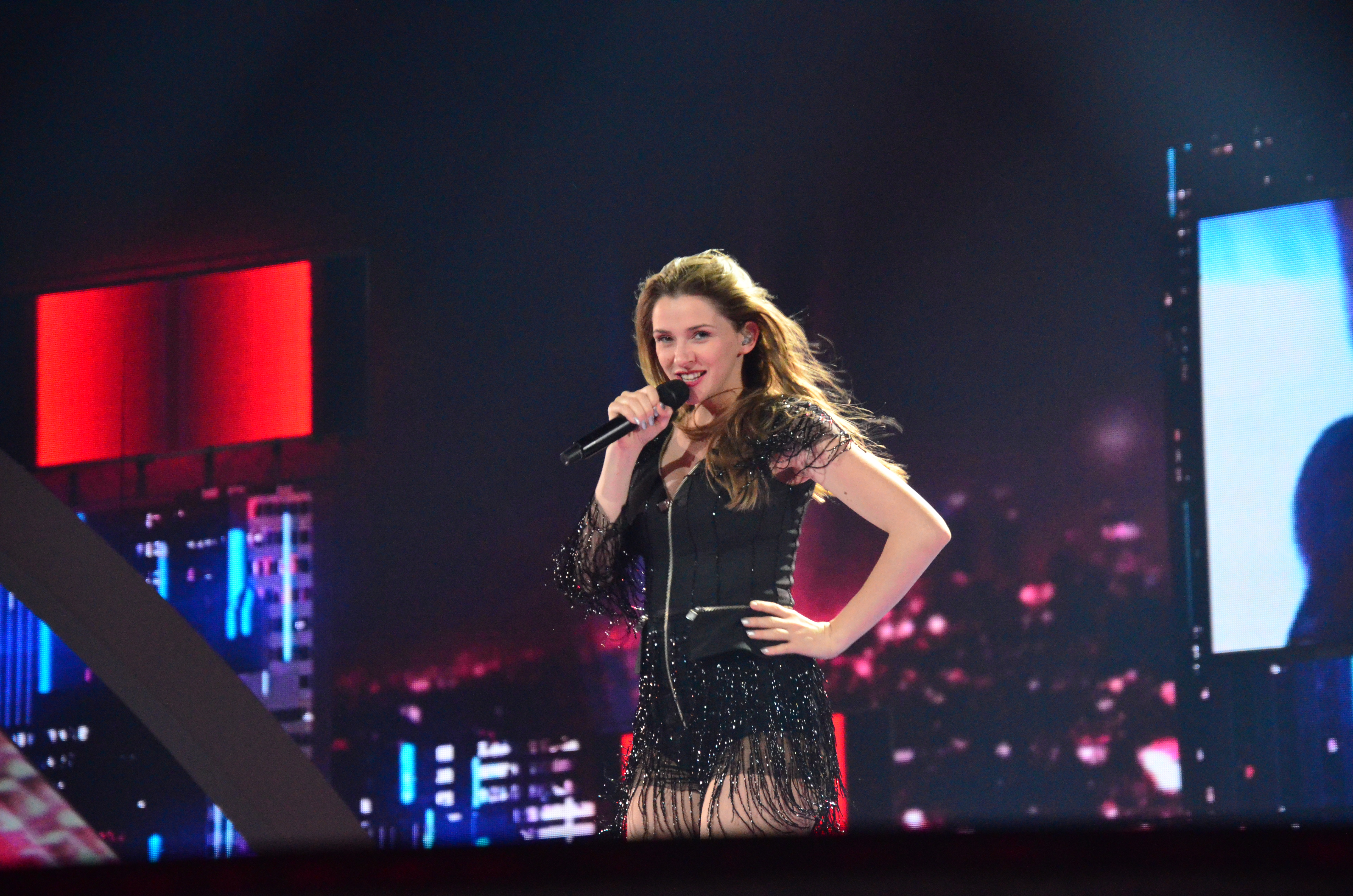
Jana Burčeska à Kiev (2017)
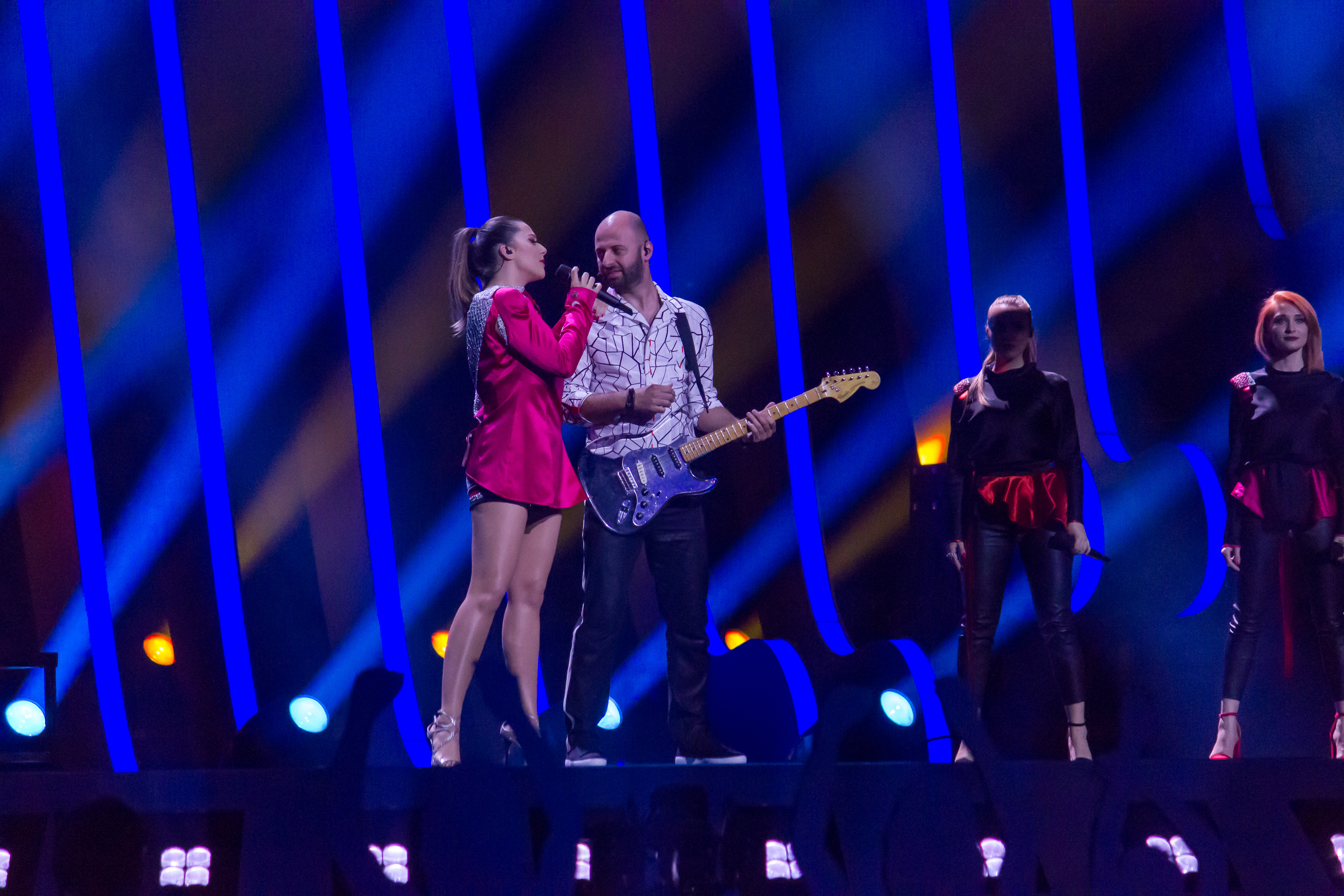
Eye Cue à Lisbonne (2018)
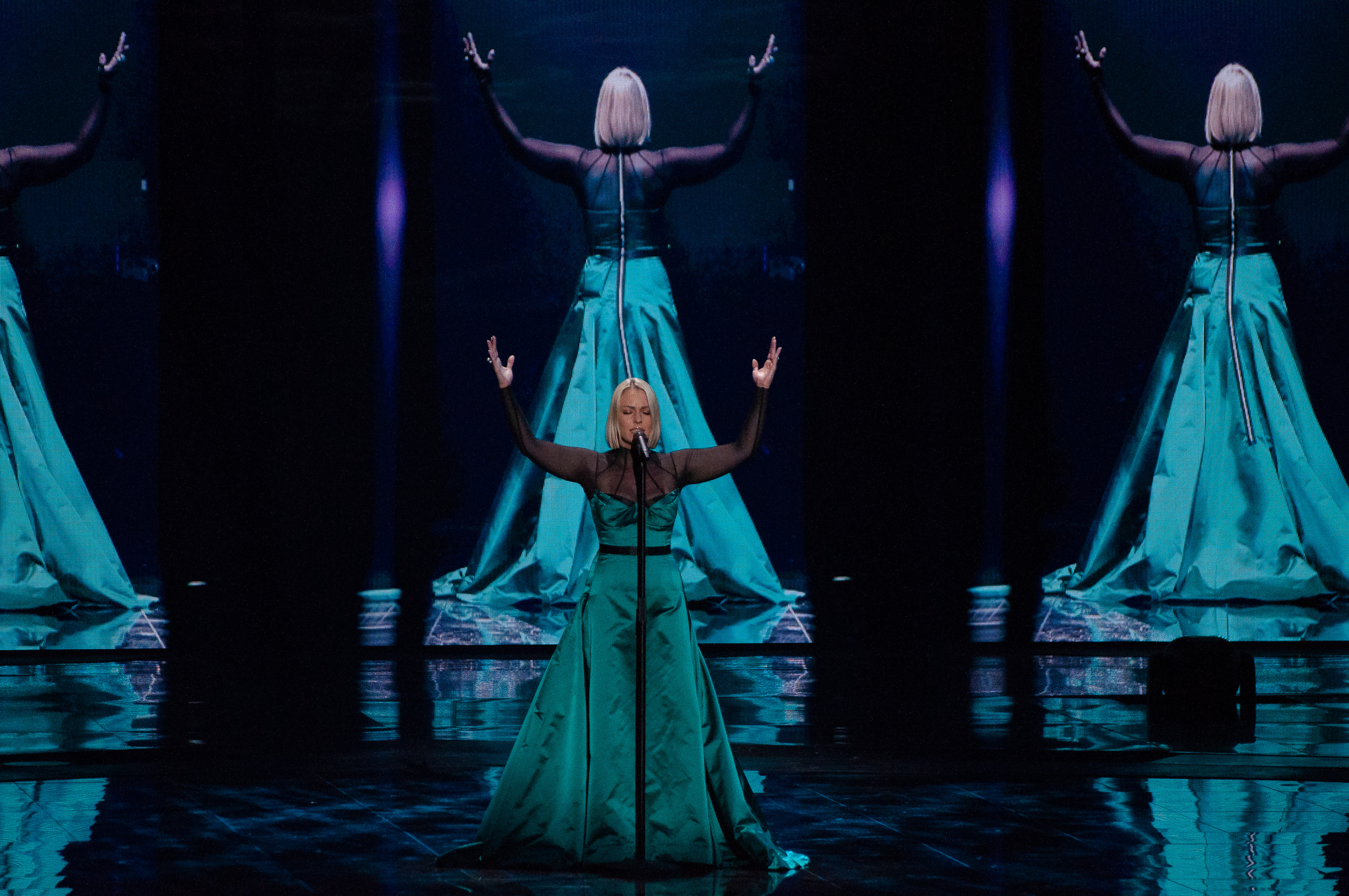
Tamara Todevska à Tel Aviv (2019)
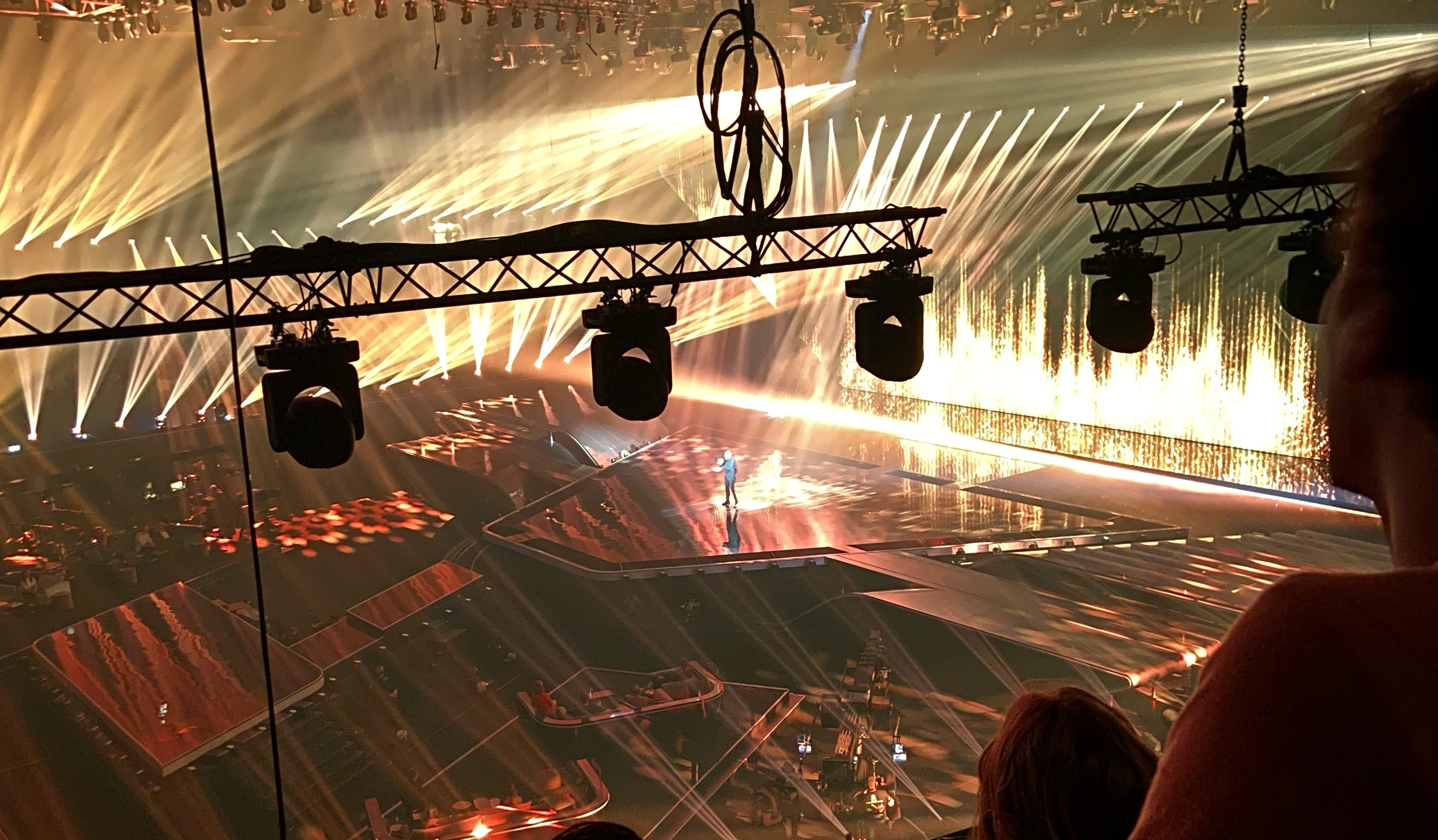
Vasil à Rotterdam (2021)
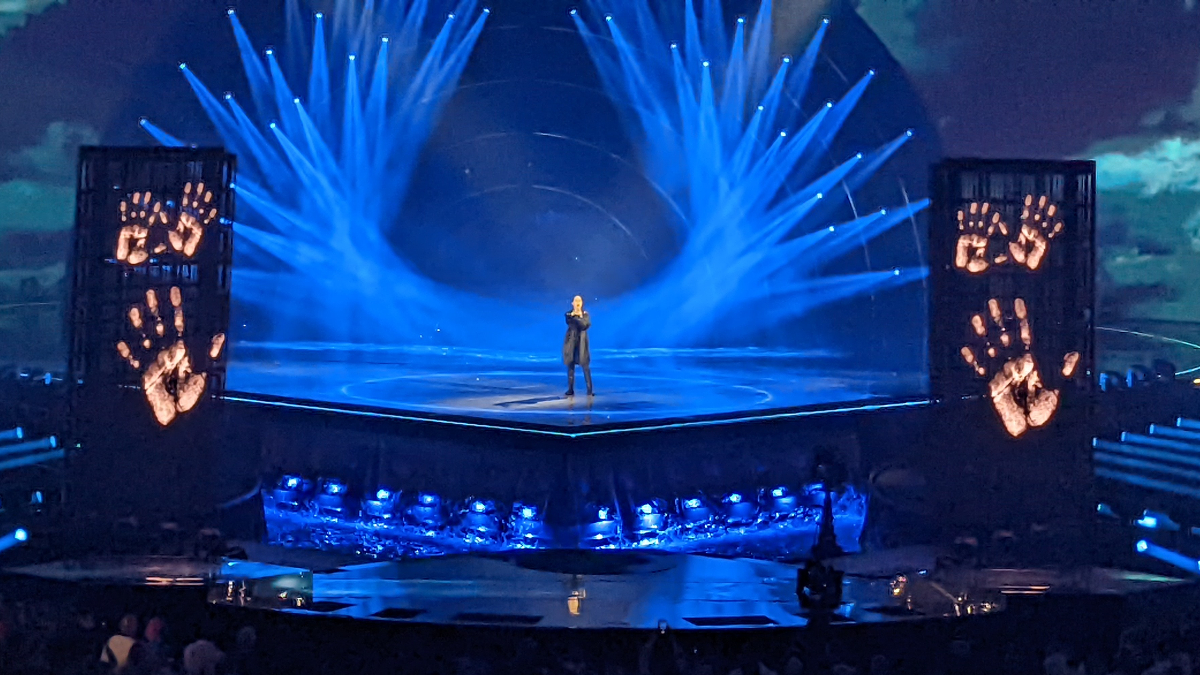
Andrea Koevska à Turin (2022)

## Commentateurs et porte-paroles
| Année | Chef d'orchestre    | Commentateur(s)    | Porte-parole          |
| ----- | ------------------- | ------------------ | --------------------- |
| 1996  | -                   | Vlado Janevski     | non-qualification     |
| 1997  | -                   | Dragan B. Kostik   | relégation            |
| 1998  | Alexandar Džambazov | Milanka Rašik      | Evgenija Teodosievska |
| 1999  | -                   | Ivan Mircevski     | relégation            |
| 2000  | -                   | Milanka Rašik      | Sandra Todorovska     |
| 2001  | -                   | Milanka Rašik      | relégation            |
| 2002  | -                   | Milanka Rašik      | Biljana Debarlieva    |
| 2003  | -                   | Milanka Rašik      | relégation            |
| 2004  | -                   | Milanka Rašik      | Karolina Petkovska    |
| 2005  | -                   | Milanka Rašik      | Karolina Gotchéva     |
| 2006  | -                   | Karolina Petkovska | Martin Vučić          |
| 2007  | -                   | Milanka Rašik      | Elena Risteska        |
| 2008  | -                   | Milanka Rašik      | Ognen Janeski         |
| 2009  | -                   | Karolina Petkovska | Frosina Josifovska    |
| 2010  | -                   | Karolina Petkovska | Maja Daniels          |
| 2011  | -                   | Eli Tanaskovska    | Kristina Talevska     |
| 2012  | -                   | Karolina Petkovska | Kristina Talevska     |
| 2013  | -                   | Karolina Petkovska | Dimitar Atanasovski   |
| 2014  | -                   | Karolina Petkovska | Marko Mark            |
| 2015  | -                   | Karolina Petkovska | Marko Mark            |
| 2016  | -                   | Karolina Petkovska | Dijana Gogova         |
| 2017  | -                   | Karolina Petkovska | Ilija Grujoski        |

## Historique de vote
Depuis 1998, la Macédoine du Nord a attribué en finale le plus de points à :
| Rang | Pays    | Points |
| ---- | ------- | ------ |
| 1    | Serbie  | 150    |
| 2    | Albanie | 127    |
| 3    | Italie  | 86     |
| 4    | Turquie | 79     |
| 5    | Croatie | 77     |

Depuis 1998, la Macédoine du Nord a reçu en finale le plus de points de la part de :
| Rang | Pays               | Points |
| ---- | ------------------ | ------ |
| 1    | Croatie            | 74     |
| 2    | Slovénie           | 51     |
| 3    | Albanie            | 48     |
| 4    | Serbie             | 46     |
| 5    | Bosnie-Herzégovine | 43     |